# Exciter (album)
Exciter – dziesiąty album studyjny brytyjskiej grupy muzycznej Depeche Mode. Wydano go 14 maja 2001 nakładem Mute i Reprise. Producentem był Mark Bell. Album promowały cztery single: „Dream On”, „I Feel Loved”, „Freelove” i „Goodnight Lovers”. W 2007 krążek wydano ponownie wraz z nagraniami utworów na żywo. Zaledwie kilka utworów z płyty zespół wykonywał podczas dwumiesięcznej trasy promującej Exciter Tour.
Album Exciter zadebiutował na miejscu 9 na liście UK Albums Chart a na 8 na liście Billboard 200. Sprzedał się w nakładzie 115 tysiąca egzemplarzy w pierwszym tygodniu po premierze. Jest to pierwszy album grupy, który zadebiutował na pierwszym miejscu w Wielkiej Brytanii. W Stanach Zjednoczonych płyta sprzedała się w liczbie 426 tys. egzemplarzy. Wydawnictwo zdobyło złotą płytę, przyznaną mu 15 sierpnia 2001 przez RIAA. W Polsce Exciter uzyskał certyfikat złotej płyty.

## Lista utworów
| Nr  | Tytuł utworu             | Długość |
| --- | ------------------------ | ------- |
| 1.  | „Dream On”               | 4:19    |
| 2.  | „Shine”                  | 5:32    |
| 3.  | „The Sweetest Condition” | 3:42    |
| 4.  | „When the Body Speaks”   | 6:01    |
| 5.  | „The Dead of Night”      | 4:50    |
| 6.  | „Lovetheme”              | 2:02    |
| 7.  | „Freelove”               | 6:10    |
| 8.  | „Comatose”               | 3:24    |
| 9.  | „I Feel Loved”           | 4:20    |
| 10. | „Breathe”                | 5:17    |
| 11. | „Easy Tiger”             | 2:05    |
| 12. | „I Am You”               | 5:10    |
| 13. | „Goodnight Lovers”       | 3:48    |
|     |                          | 56:40   |

- Wszystkie utwory zostały napisane przez Martina Gore'a.

## Reedycja z 2007 roku

### CD
Zawartość taka sama jak na oryginalnym wydaniu, tylko płyta zgodna ze standardem SACD.

### Dodatek DVD
Live in Paris, October 2001
1. „The Dead of Night”
2. „The Sweetest Condition”
3. „Dream On”
4. „When the Body Speaks”
5. „Breathe”
6. „Freelove”

Piosenki te były nagrywane na wideo One Night in Paris.
Utwory bonusowe
1. „Easy Tiger” (Full Version)
2. „Dirt”
3. „Freelove” (Flood Mix)
4. „Zenstation”
5. „When the Body Speaks” (Acoustic)

Dodatkowe materiały filmowe
1. „Depeche Mode 1999–2001” (30 min)

## Pozycje na listach
| Lista/notowanie (2001)                              | Najwyższa pozycja | Certyfikat | Sprzedaż   |
| --------------------------------------------------- | ----------------- | ---------- | ---------- |
| Austrian Albums Chart (Austria)                     | 2                 | Złoto      | 25 000+    |
| Kanada                                              | 3                 | Złoto      | 50 000+    |
| German Albums Chart (Niemcy)                        | 1                 | Platyna    | 300 000+   |
| Swedish Albums Chart (Szwecja)                      | 1                 | 2x Platyna | 2x 40 000+ |
| Top 40 album-, DVD- és válogatáslemez-lista (Węgry) | 1                 |            |            |
| UK Albums Chart (Wlk. Brytania)                     | 9                 |            | 90 000+    |
| US Billboard 200 (U.S.A.)                           | 8                 | Złoto      | 600 000+   |

## Twórcy albumu
- Dave Gahan – wokale główne (z wyjątkiem "Comatose" i "Breathe")
- Martin Gore – syntezator, chórki (z wyjątkiem "Lovetheme", "Comatose", "Breathe" i "Easy Tiger"), gitara akustyczna ("Dream On", "Shine"), wokale główne ("Comatose", "Breathe"), gitara elektryczna
- Andy Fletcher – syntezator, gitara basowa, chórki ("Dream On", "When the Body Speaks", "I Feel Loved", "I Am You", "Goodnight Lovers")

- Produkcja: Mark Bell (LFO)
- Nagrywano w Rak Studios Londyn (Wielka Brytania), Sound Design Studios Santa Barbara i Electric Lady Studios Nowy Jork (USA)
- Inżynierowie: Gareth Jones i Paul Freegard
- Miks: Steve Fitzmaurice
- Autor okładki: Anton Corbijn, FORM
- Wydawca: Virgin
- Dystrybucja:
- Etykieta: Reprise